# Sekta Rewolucyjna
Sekta Rewolucyjna (gr. Σέχτα των Επαναστατών)  – grecka organizacja terrorystyczna.  

## Historia
Powstała w 2009 roku. Zdaniem ekspertów organizacja może być odłamem grupy Walka Rewolucyjna. W lutym 2009 roku terroryści zaatakowali komisariat policji w Atenach. Posterunek został ostrzelany, a następnie do środka wrzucono granat. W ataku zginął jeden z funkcjonariuszy. W lipcu 2010 roku bojówkarze zastrzelili dziennikarza śledczego Sokratisa Giolasa. 

## Ideologia
Ideologia i cele grupy nie zostały jasno sprecyzowane. Wiadomo, jednak że jest to organizacja anarchistyczna.

## Jako organizacja terrorystyczna
W 2011 roku wpisana została na listę organizacji terrorystycznych Departamentu Stanu USA.